# Арнольд, Иоганн Франц Ксавье
Иоганн Франц Ксавье Арнольд (нем. Johann Franz Xaver Arnold, 1730—1801) — австрийский писатель и ботаник. Неизвестно, настоящее ли это имя или псевдоним.
Автор наименований ряда ботанических таксонов. В ботанической номенклатуре эти названия дополняются сокращением «J.F.Arnold».
Возможно, Иоганн Раутенштраух (нем. Johann Rautenstrauch) опубликовал под этим псевдонимом свою работу «Reise nach Mariazell in Steyermark», в 1785 году.. В других публикациях автор упоминается как аббат Арнольд, что предполагает сан священнослужителя.

## Вклад в ботанику
Согласно официальной ботанической номенклатуре, Арнольд был первым, кто сделал ботаническое описание сосны чёрной (Pinus nigra), произрастающего в Центральной Европе хвойного дерева, хорошо известного под тривиальным названием «Австрийская сосна».
Несколько растений были названы его именем:
- Malus x arnoldiana
- Forsythia, Arnold dwarf

Научные работы
- Reise nach Mariazell in Steyermark. Verlag Wapler, Wien 1785, 24 S. (resolver.sub.uni-goettingen.de — mit einer Zeichnung Pinus nigra? auf der letzten Seite).